# Flagellaria
- Commons
- Wikispecies

Flagellaria L. é um género botânico de plantas floríferas pertencente à família Flagellariaceae.
A autoridade do género é Lineu, tendo sido publicado em Species Plantarum 1: 333, no ano de 1753.
São plantas de caules  muito flexíveis, trepadeiras, perenes, encontradas em zonas tropicais e subtropicais da África, do sudeste asiático e  do nordeste da Austrália.
Na classificação taxonômica de Jussieu (1789), Flagellaria é um gênero  botânico,  ordem  Asparagi,  classe Monocotyledones com estames perigínicos.

## Espécies
Este género tem 12 espécies descritas das quais 4 são aceites:
- Flagellaria gigantea Hook.f.
- Flagellaria guineensis Schumach.
- Flagellaria indica L.
- Flagellaria neocaledonica Schltr.

## Classificação do gênero
| Sistema | Classificação                    | Referência               |
| ------- | -------------------------------- | ------------------------ |
| Linné   | Classe Hexandria, ordem Trigynia | Species plantarum (1753) |